# Phi nhị nguyên giới

Cờ của cộng đồng người Phi nhị nguyên giới

Cờ của cộng đồng người Đa dạng giới

Phi nhị nguyên giới, hay còn được gọi là phi nhị giới (tiếng Anh: non-binary, hay được viết gọn thành Enby), hoặc Nghi hoặc giới (tiếng Anh: genderqueer) là một phổ của bản dạng giới, nằm ngoài hệ nhị phân giới. Những người này mang tâm lý tự nghi hoặc giới tính của bản thân, lúc thì tự cho rằng mình là nam, lúc khác thì lại tự cho rằng mình là nữ (dù đặc điểm cơ thể, sinh lý của họ thì hoàn toàn xác định rõ họ là nam hoặc nữ). Phi nhị giới nằm trong nhóm thuật ngữ liên quan đến chuyển giới, bởi bản dạng giới của họ không đồng nhất với giới tính của cơ thể. Mặc dù vậy, không phải người phi nhị giới nào cũng coi bản thân là người chuyển giới.
Người phi nhị giới có thể coi bản thân thuộc về hai hay nhiều giới (ví dụ như Song giới hay Tam giới); không hề có giới như Vô giới (Agender) hay Neutrois; hay luân chuyển giữa các giới khác nhau, như Linh hoạt giới (Genderfluid); hoặc Giới thứ 3 (những giới của các nền văn hoá khác nhau, như Two-Spirit của thổ dân châu Mỹ, hay Hijra của người Ấn Độ,...) hay giới khác (một mục dành cho những người không đặt tên cho giới của họ).
Bản dạng giới không liên quan tới sự thu hút tình dục hay thu hút tình cảm, vậy nên người Phi nhị nguyên có thể có bất kì xu hướng tính dục nào, tương tự như những người hợp giới và người chuyển giới khác.
Phi nhị giới không được gắn với bất kì cách thể hiện giới nào. Một nhóm người phi nhị giới có thể có cách thể hiện đa dạng và khác nhau, và một số còn có thể chối bỏ việc phân loại giới tính. Một số người phi nhị giới có thể được trị liệu bức bối giới qua phẫu thuật định giới hay trị liệu nội tiết tố, tương tự như những người chuyển giới nam và nữ.
Ngày Quốc tế Phi nhị giới (tiếng Anh: International Nonbinary People's Day) được tổ chức vào ngày 14 tháng 7 hàng năm. Mục đích của ngày này là để nâng cao sự nhận thức về sự hiện diện cũng như những vấn đề mà người phi nhị giới phải đối mặt quanh thế giới. Ngày này được tổ chức đầu tiên vào năm 2012.

## Định nghĩa và các bản dạng

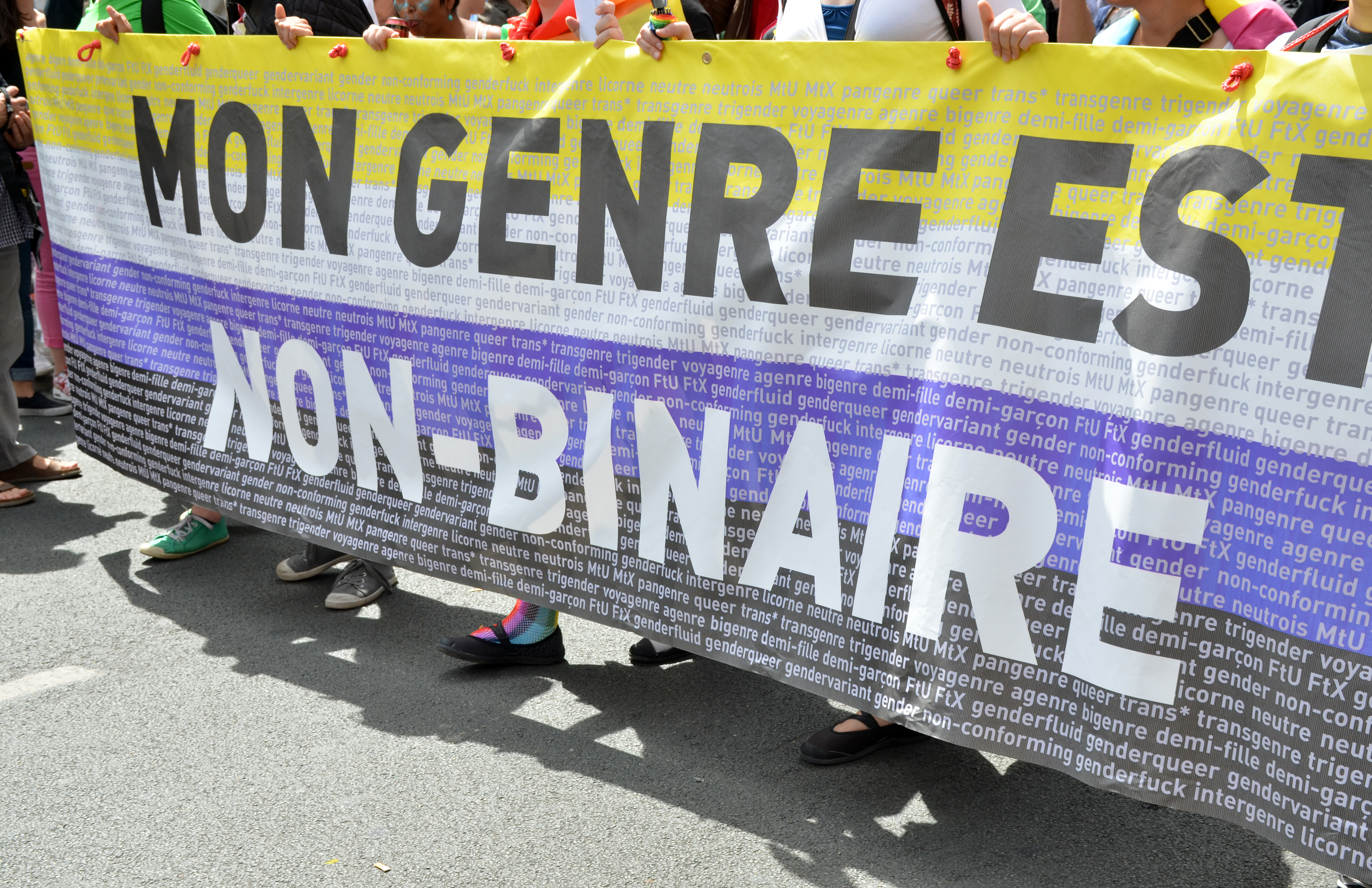
Cờ phi nhị giới tại một cuộc diễu hành ở Paris có viết: "Giới của tôi không thuộc về hệ nhị nguyên"

Thuật ngữ genderqueer được bắt nguồn từ những tạp chí tự xuất bản dành cho người queer của những năm 1980s và đây là tiền đề cho thuật ngữ non-binary được dùng sau này. Vì là một thuật ngữ chung, genderqueer được dùng như một tính từ nhằm để mô tả những người vượt lên hay tách biệt khỏi sự phân loại về giới truyền thống, bất kể bản dạng giới của họ là gì. Những cá nhân thể hiện sự vượt ra khỏi quy chuẩn về giới bằng cách không tuân theo những hạng mục của đàn ông hay phụ nữ. Genderqueer thường được dùng như một nhãn bởi những người thách thức sự kiến tạo xã hội của giới theo hình mẫu nhị nguyên.
Thuật ngữ này cũng được áp dụng cho những người nhìn nhận bản thân có một giới nào đó mơ hồ. Androgynous (hay androgyne) thường được dùng như một thuật ngữ nhằm để mô tả những người nằm trong hạng mục này. Đây là bởi vì thuật ngữ androgyny thường liên kết tới sự pha trộn giữa tính nam và tính nữ theo định chuẩn mà xã hội đặt ra. Tuy nhiên, không phải người genderqueer nào cũng coi bản thân là androgynous. Một số người genderqueer khác cũng có thể nhận diện bản thân là một người phụ nữ nam tính hay một người đàn ông nữ tính hoặc kết hợp genderqueer với một nhãn giới nào khác. Là một người phi nhị nguyên không đồng nghĩa với việc là một người liên giới tính, và hầu hết những người liên giới tính sẽ nhận diện bản thân là nam hoặc nữ. Một số người dùng từ enby (viết gọn lại từ kí tự NB), như một dạng viết ngắn hơn của thuật ngữ non-binary.
Vô giới, hay còn gọi là Phi giới (tiếng Anh: Agender, hoặc Genderless, Gender-free, hay Non-gender) chỉ những người nhìn nhận bản thân không có giới. Mặc dù mục này có thể bao gồm những nhân dạng không tuân theo vai trò giới, học giả Finn Enke khẳng định rằng những người nhìn nhận bản thân thuộc giới này không nhất thiết phải nhận dạng mình là người chuyển giới.
Linh hoạt giới (tiếng Anh: Genderfluid) chỉ những người có giới linh hoạt và thay đổi thay vì chỉ gắn với một giới cả đời. Tuỳ từng người có chu kì thay đổi giới, có người sẽ có giới của mình luân chuyển theo ngày, có người theo tháng, hay thậm chí có người cả năm mới thay đổi. Một người Linh hoạt giới có thể nhận dạng bản thân là Song giới (luân chuyển giữa nam và nữ), hoặc Tam giới (luân chuyển giữa 2 giới trên và một giới khác). Thuật ngữ Linh hoạt giới đã được sử dụng từ những năm 1990s. Vào những năm 1990s và 2000s, những người Linh hoạt giới thường tự gọi bản thân là Song giới hoặc Đa dạng giới. Trước đó, họ thường gọi bản thân là cross-dresser.
Dao động giới (tiếng Anh: Genderflux) chỉ những người có sự cảm nhận về giới có sự thay đổi về cường độ cảm nhận theo thời gian. Đây có thể được coi là một dạng của linh hoạt giới trên một phổ từ vô giới cho tới một hay nhiều giới khác. Ngoài ra, ta có thể hiểu cường độ cảm nhận giới của người dao động giới nằm trong khoảng từ 0% cho tới 100%. Sự khác biệt giữa linh hoạt giới và dao động giới chính là Genderflux bao gồm sự di chuyển trong cường độ cảm nhận của một giới, không nhất thiết phải là giữa hai hay nhiều giới khác nhau như Linh hoạt giới. Tuy nhiên, dao động giới cũng có thể được coi là một nhãn cụ thể hơn của linh hoạt giới, thường là giữa một giới nào đó và vô giới. Tuy nhiên, thuật ngữ dao động giới được dùng vào năm 1994 trên một bản tin của hội Pagan giáo dành cho người queer với nghĩa "luân chuyển giữa các giới khác nhau". Vào năm 2003, Marilyn Manson đã được mô tả là một người dao động giới. Nhà hoạt động xã hội và blogger thời trang Elliott Alexzander khai trương một hãng quần áo mới mang tên GenderFlux vào năm 2015.
Song giới (tiếng Anh: Bigender) chỉ những người nhìn nhận bản thân có 2 giới, có thể 2 giới này là nam và nữ, cũng có thể là các giới khác nằm ngoài hệ nhị nguyên. Họ có thể có 2 giới cùng tồn tại song song, hoặc 2 giới đó luân chuyển với nhau. Song giới khác linh hoạt giới ở chỗ một số người có thể có 2 giới cùng tồn tại trong khi người linh hoạt giới thì có giới luân chuyển, hoặc người linh hoạt giới có thể có trải nghiệm cả phổ giới thay vì chỉ 2 giới như người song giới. Hiệp hội Tâm thần học Hoa Kỳ mô tả người Song giới là một phần của cộng đồng người chuyển giới. Một cuộc điều tra vào năm 1999 được đưa ra bởi San Francisco Department of Public Health đã cho thấy trong cộng đồng người chuyển giới, có 3% người được chỉ định là nam sau sinh và 8% người được chỉ định là nữ sau sinh của nữ giới nhận dạng bản thân là người transvestite, cross-dresser, drag queen, hoặc là người song giới. Vào năm 2016, một cuộc điều tra Harris (Harris poll) được đặt ra dưới tư cách của tổ chức GLAAD cho thấy có 1% người thuộc thế hệ millennials nhận diện bản thân là người song giới.
Tam giới (tiếng Anh: Trigender) chỉ những người nhìn nhận bản thân có 3 giới, có thể 3 giới này là nam, nữ và/hoặc những giới nằm trong phổ phi nhị giới khác. 3 giới ấy có thể cùng tồn tại song song hoặc luân chuyển với nhau theo thời gian. Thuật ngữ này đã được dùng ít nhất là từ trước năm 1999. Tam giới được nhắc đến là một giới thuộc phổ phi nhị giới trong cuốn sách "Tính dục và Giới dành cho giáo sư chuyên về sức khỏe tâm thần: Những chỉ dẫn thực tế" (Sexuality and Gender for Mental Health Professionals: A Practical Guide) được xuất bản vào năm 2013.
Đa giới (tiếng Anh: Polygender) chỉ những người nhận dạng bản thân có nhiều hơn một giới, thường là nhiều hơn ba bởi vì đã có những thuật ngữ như Song giới và Tam giới tồn tại. Những giới này có thể cùng tồn tại hoặc luân chuyển với nhau. Tuy nhiên, vào năm 1998, thuật ngữ Đa giới được dùng trên diễn đàn mạng tên Sphere của cộng đồng người chuyển giới như một từ chỉ những người có giới không thuộc vào hệ nhị phân giới.
Toàn giới (tiếng Anh: Pangender) là một bản dạng giới bao gồm một lượng lớn các giới, hoặc tất cả các giới (tuy nhiên không bao gồm các giới thuộc các nền văn hoá khác). Thuật ngữ này có thể được dùng để chỉ người nhận dạng bản thân có rất nhiều hoặc tất cả các giới cùng tồn tại hoặc luân chuyển với nhau theo thời gian. Một người nhận dạng bản thân là người Toàn giới có thể bao gồm những giới chưa được công nhận hoặc chưa được biết tới. Một người Toàn giới có thể chọn một danh xưng bất kì hoặc thay đổi danh xưng tuỳ thuộc vào giới họ cảm nhận bản thân thuộc về ở thời điểm hiện tại. Việc sử dụng thuật ngữ Toàn giới đã xuất hiện từ những năm 1980s - 1990s. Thuật ngữ này được ghi lại ở phần giới thiệu của cuốn sách The Flock', ra đời từ năm 1992 bởi Lynn Wilson: "Một số người gender-nonconforming tự gọi bản thân là androgyne, toàn giới, hoặc phi nhị nguyên". Toàn giới được nhắc đến là một giới thuộc phổ phi nhị nguyên trong cuốn sách "Tính dục và Giới dành cho giáo sư chuyên về sức khỏe tâm thần: Những chỉ dẫn thực tế" (Sexuality and Gender for Mental Health Professionals: A Practical Guide) được xuất bản vào năm 2013.
Bán giới (tiếng Anh: Demigender) chỉ những người có kết nối một phần với một giới khác. Một số người có thể nhận dạng bản thân có 2 hay nhiều hơn 2 giới, trong khi một số khác thì không. Thuật ngữ này còn có nhiều hạng mục nhỏ khác. Ví dụ như một người Bán nam (tiếng Anh: Demiboy, hay Demiman, Demiguy) nhận diện giới của họ có một phần là nam, hay một người Bán nữ (tiếng Anh: Demigirl, hay Demiwoman) nhận diện bản thân có một phần giới của họ là nữ, bất kể giới tính hay giới mà họ được chỉ định khi mới sinh. Một người Bán linh hoạt (tiếng Anh: Demifluid) có thể cảm nhận một giới của mình luôn cố định, còn giới còn lại thì có sự thay đổi theo thời gian, còn người Bán dao động (tiếng Anh: Demiflux) có phần giới cố định của mình thường là phi nhị nguyên, hoặc giới trung lập. Theo một định nghĩa khác, một người bán dao động có thể cảm thấy phần giới của mình cố định và không thay đổi, trong khi phần khác có sự thay đổi trong cường độ cảm nhận. Bán giới, bán nam, bán nữ,... và các thuật ngữ liên quan được đặt ra vào năm 2010. Vào ngày 12 tháng 12 năm 2010, thuật ngữ bán nam và bán nữ được đưa vào danh sách các định nghĩa về giới của AVEN. Vào ngày 14 tháng 10 năm 2011, bán nam và bán nữ cũng được đưa vào trang "Các thuật ngữ và giới thuộc phổ Đa dạng giới" của blog Genderqueerid nổi tiếng. Người chủ của blog, Marilyn Roxie, đã thu thập dữ liệu cho một bài khảo sát về người đa dạng giới vào chính năm đó (từ ngày 15 tháng 9 cho tới ngày 15 tháng 10); 9 người đã chọn ô "bán nam", và 7 người chọn ô "bán nữ". Một blog tumblr mang tên demigenders được lập ra vào tháng 3 năm 2014 với mục tiêu nhằm tạo ra một không gian an toàn cho những người nhận dạng bản thân là bán nữ, bán nam, bán phi nhị giới, bán linh hoạt, hay bán dao động. Một blog khác mang tên demigenderpalace cũng được lập ra vào tháng 6 năm 2014 với mục đích tương tự.

Androgyne: chỉ những người có giới là sự kết hợp giữa nam và nữ, giữa tính nam và tính nữ, hoặc được coi là một giới nằm chính giữa dải chạy dọc nam - nữ. Xuyên suốt chiều dài lịch sử, đã có những trường hợp có người sử dụng cụm từ "song tính luyến ái" để chỉ người androgyne, hoặc người liên giới tính. Ví dụ ở tập 50, mùa thứ hai của phim truyền hình Star Trek, "The Trouble with Tribbles", Dr. McCoy đã gọi tribbles, một giống loài ngoài hành tinh, là song tính. Androgyne cũng được dùng như một thuật ngữ bao quát tương tự như "phi nhị nguyên", như trong bộ sách bách khoa năm 2010 có viết:
"Androgyne được dùng để chỉ những người có, hoặc sở hữu những đặc điểm của cả hai giới nam và nữ. [...] Một người androgyne thường không tuân theo vai trò giới của xã hội nơi anh/cô ấy sống. Một người androgyne có thể nhận dạng bản thân vượt giới, nằm giữa 2 giới, luân chuyển giữa các giới, hoàn toàn không có giới, hay có sự kết hợp giữa những điều trên. Những bản dạng androgyne có thể bao gồm: toàn giới, song giới, nhị giới, vô giới, linh hoạt giới và intergender. Androgyny có thể thuộc về mặt thể chất, hoặc về mặt tâm thần, và nó không liên quan tới giới tính sinh học, hay chỉ những người liên giới tính mới nhận diện bản thân như vậy."
 Vào năm 1918, Jennie June đã cho ra đời cuốn sách "Tự truyện của một người Androgyne". Cuốn sách đã được mô tả là "một quyển sách cho người queer, người chuyển giới, và những nghiên cứu về giới của thế kỉ thứ 20 nước Mỹ". Việc sử dụng thuật ngữ Androgyne đã xuất hiện từ những năm 1990s, được ghi lại ở phần giới thiệu của cuốn sách The Flock', ra đời từ năm 1992 bởi Lynn Wilson: "Một số người gender-nonconforming tự gọi bản thân là androgyne, toàn giới, hoặc phi nhị nguyên".
Trung giới (tiếng Anh: Neutrois): chỉ những người nhận dạng bản thân có giới trung lập hoặc không có giới, và những người nhận diện bản thân là neutrois thường có bức bối giới và mong muốn phẫu thuật để giấu đi, hoặc loại bỏ, hay giảm thiểu những đặc điểm giới tính trên cơ thể. Vào năm 1995, thuật ngữ Neutrois được đặt ra bởi một người tự nhận dạng bản thân là Neutrois tên H. A. Burnham, người đã mô tả thuật ngữ này trong một bài đăng công khai trên một nhóm tin tức dành cho người chuyển giới. Neutrois được nhắc đến là một giới thuộc phổ phi nhị nguyên trong cuốn sách "Tính dục và Giới dành cho giáo sư chuyên về sức khỏe tâm thần: Những chỉ dẫn thực tế" (Sexuality and Gender for Mental Health Professionals: A Practical Guide) được xuất bản vào năm 2013.
Transfeminine và transmasculine (thường được viết gọn lại thành transfem và transmasc) có thể được dùng bởi những người mô tả một phần nam hoặc nữ trong giới của họ. Transfeminine được dùng bởi những người được chỉ định là nam sau sinh nhưng có kết nối một phần với tính nữ trong khi không nhất thiết phải hoàn toàn nhìn nhận bản thân là một người phụ nữ, còn transmaculine thường được dùng bởi những người mang được chỉ định là nữ sau sinh nhưng có kết nối một phần với tính nam trong khi không nhất thiết phải hoàn toàn coi bản thân là một người đàn ông.

## Lịch sử
Có rất nhiều những sự kiện lịch sử xoay quanh các giới không thuộc vào hệ nhị phân giới và được ghi nhận xuyên suốt lịch sử loài người. Theo như truyền thuyết tại vùng Lưỡng Hà, ở những ghi chép đầu tiên về nhân loại đã có nhắc đến những người không phải đàn ông cũng không phải phụ nữ. Trên những tấm phiến của người Sumer và Đế quốc Akkad từ thiên niên kỉ thứ 2 và năm 1700 trước Công nguyên đã mô tả những vị thần tạo ra những người này, vai trò của họ trong xã hội, và những từ ngữ về các loại người khác nhau. Trong đây còn bao gồm những người thái giám, những người phụ nữ không thể hoặc không được phép có con, những người đàn ông sống như một người phụ nữ, người liên giới tính, người đồng tính và những người khác. Những văn tự của người Ai Cập cổ đại từ những năm 2000-1800 trước Công nguyên đã ghi nhận về sự tồn tại của ba giới, đó là: nam (tie), sekhet (sht), và nữ (hemet) theo đúng trật tự như vậy. Sekhet thường được dịch ra là "thái giám", nhưng đó chỉ là sự quá đơn giản hóa về ý nghĩa của hạng mục giới này. Chính bởi vì tầm quan trọng của nó, đây có thể là một mục về giới/giới tính mà không phải nam hay nữ. Bức vẽ tượng hình cho sekhet là một nhân hình đang ngồi thường có nghĩa là một người đàn ông, nhưng từ này không hề bao gồm chữ tượng hình khác mô tả bộ phận sinh dục. Từ chỉ nam giới thường bao gồm một người đàn ông và dương vật được thể hiện ra. Ít nhất thì, sekhet cũng có thể chỉ một người hợp giới đồng tính nam, theo nghĩa hiểu là họ không thể sinh con, và không nhất thiết phải là một người đã bị thiến. Các nhà khảo cổ học thường đặt ra các câu hỏi rằng liệu người Ai Cập cổ đại có thiến con người hay không, bởi bằng chứng vẫn còn đang thiếu.
Đạo Do Thái giáo công nhận sự tồn tại của 6 giới, trong đó có 2 giới là nam và nữ, 4 giới còn lại mang tên lần lượt là Androgynous, Tumtum, Ay'lonit và Saris.
Thomas Hall (1603 - sau 1629) là một người hầu Anh quốc tại vùng thuộc địa Virginia. Hall được nuôi dạy như một người con gái, sau đó hiện diện như một người đàn ông nhằm tham gia vào quân đội. Sau khi rời khỏi quân đội, Hall thay đổi thể hiện giới của mình giữa tính nam và tính nữ theo từng ngày, cho tới khi Hall bị buộc tội đã quan hệ tình dục với cả đàn ông lẫn đàn bà. Tùy thuộc vào việc một người là nam hay nữ sẽ phải nhận các hình thức phạt khác nhau. Qua nhiều lần giám định, kết quả về giới tính của Hall qua mỗi lần đều mâu thuẫn với nhau, từ đó kết luận rằng Hall là một người liên giới tính. Vào thời đó, luật pháp yêu cầu nếu tòa kết luận một người là liên giới tính thì người đó sẽ phải sống như một người nam hoặc nữ, tùy thuộc vào việc cơ quan của họ tương đồng với cơ quan của giống đực hay giống cái nhất. Trong trường hợp này, toà án kết luận rằng "anh ta là một người đàn ông và phụ nữ", và đưa ra chỉ thị rằng Hall sẽ phải mặc quần áo nam và quần áo nữ cùng lúc. Tuy nhiên, liên giới tính không có quan hệ gì với phi nhị nguyên giới, và như vậy người liên giới tính có thể nhận diện bản thân là một người nam, nữ hoặc một hay vài giới nào khác. Hall dường như là một người liên giới tính không nhận diện bản thân hoàn toàn là nam hay nữ, có thể hiện giới linh hoạt và được công nhận là người mang hai giới tính. 

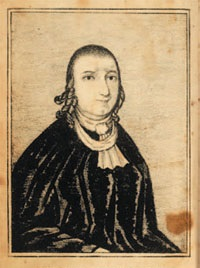
Một bức chân dung của Public Universal Friend, được xuất hiện trong tiểu sử của Friend được viết bởi David Hudson vào năm 1821

Public Universal Friend (1752 - 1819) là một người truyền giáo vô giới, đã di chuyển xuyên suốt phía đông của Hoa Kỳ để tuyên truyền thuyết thần học dựa trên Giáo Hữu hội, nhóm mà vẫn luôn tích cực chống lại chế độ nô lệ. Friend tin rằng Chúa đã tái sinh mình từ một cơn ốm nặng ở tuổi thứ 24 với một linh hồn mới không có giới. Friend từ chối việc được gọi bằng tên khai sinh, ngay cả trong giấy tờ pháp lý, và yêu cầu mọi người không dùng bất kì đại từ xưng hô nào để chỉ mình. Những người đi theo tôn trọng những yêu cầu này, tránh đi việc sử dụng đại từ xưng hô ngay cả trong nhật ký riêng tư, và chỉ gọi là "the Public Universal Friend", hay ngắn gọn lại thành "the Friend", hay "P.U.F". Friend mặc quần áo mà theo như thời điểm đó mô tả là trung tính, thông thường là áo choàng đen. Những người đi theo của Friend thường được biết tới là "Society of Universal Friend", và bao gồm người da đen, và những người phụ nữ không kết hôn thực hiện đảm nhận các vai trò và công việc được cho là của nam giới trong cộng đồng của họ.
Jens Andersson là một người phi nhị nguyên giới sinh ra vào khoảng năm 1760 tại Gran, Na Uy với tên khai sinh là Marie Andersdotter và được chỉ định là nữ sau sinh. Người này sau đó chuyển tới Strømsø, Na Uy, vào năm 1778 và hiện diện như một người nam. Vào năm 1781, Andersson kết hôn với Anne Kristine Mortensdotter tại nhà thờ Strømsø gần Drammen. Sau hôn lễ, cô dâu bí mật nói với cho mục sư rằng cô nghĩ chồng của cô có thể là một người phụ nữ. Ngay lập tức, hôn lễ bị hủy bỏ, đồng thời Andersson cũng bị buộc tội thông dâm. Điều này được cho là "sự gian dâm chống lại quy luật của tự nhiên", tức bao gồm vô số những hình thức tình dục bị ngăn cấm khác, trong đó gồm hành vi tình dục giữa hai người phụ nữ. Theo pháp luật thời đó, bất kì hình thức thông dâm nào đều sẽ bị xử phạt bởi ngọn lửa thiêng. Andersson bị giám định, bị bỏ tù, bị tra hỏi. Vụ án được gọi là "Hiện tượng hèn hạ chống lại tự nhiên". Trong phiên tòa, Andersson được hỏi rằng: "Anh là đàn ông hay đàn bà?". Câu trả lời được ghi lại rằng: "Hand troer at kunde henhøre til begge Deele" ("Anh ấy nghĩ rằng mình là cả hai", hoặc "Anh ấy tin rằng mình thuộc về cả hai giới"). Bằng một cách nào đó, Andersson vượt ngục thành công, vậy nên phiên tòa không thể đưa ra được lời tuyên án cuối cùng. Ngoài ra, không có bất kì thông tin gì thêm về cuộc sống của người này.
Romaine-la-Prophétesse là thủ lĩnh của một nhóm nô lệ bạo loạn trong khoảng 1791 - 1792. Romaine nhận diện là một nữ tiên tri, ăn mặc như một người phụ nữ, và cho rằng bị ám bởi một linh hồn nữ giới, nhưng đồng thời cũng nhận diện bản thân là con trai của Đức Mẹ Đồng Trinh, và sử dụng đại từ xưng hô chỉ nam để mô tả bản thân trong những lá thư ra lệnh. Theo những học giả thời nay, Romaine có thể là một người linh hoạt giới hay chuyển giới, hoặc cũng có thể là một người song giới.
Jennie June đã viết ba tác phẩm tự truyện: "The Autobiography of an Androgyne" (xuất bản năm 1918), "The Female-Impersonators" (xuất bản năm 1922), và "The Riddle of the Underworld" (được sáng tác vào năm 1921, tuy nhiên bị mất và được tìm thấy vào năm 2010). Mục tiêu của June trong việc viết những cuốn sách này nhằm tạo nên một môi trường cho lớp thanh niên không tuân theo quy chuẩn về giới và tính dục, đồng thời nhằm ngăn cản lớp trẻ khỏi việc tự sát.
Trong thời kì Chiến tranh Thế giới Thứ hai, một nghệ sĩ siêu thực người Do Thái Claude Cahun (người mô tả giới của họ là trung lập: "Nam? Nữ? Cũng còn tùy vào hoàn cảnh nữa. Chỉ có 'trung lập' là nhãn giới tôi thấy phù hợp nhất với mình") cùng với bạn đời của mình, Marcel Moore (cũng là một người nghệ sĩ Do Thái chọn cho mình một cái tên trung tính) tham gia vào phong trào kháng chiến và hoạt động chống lại quân phát xít trong thời Pháp chiếm đóng nước Đức. Vào năm 1944, Cahun và Moore bị bắt bởi quân phát xít và bị tuyên án tử hình, tuy nhiên bản án không hề được diễn ra bởi vì hòn đảo nơi họ sống tách biệt hoàn toàn với phạm vi vùng của Đức bị chiếm đóng.
Vào thế kỉ thứ 17, quy luật tiếng Anh đôi lúc quy cho những người có giới không thuộc hệ nhị phân sử dụng danh xưng "nó" (it/its), mặc dù đây là một cách chỉ mang tính miệt thị, nhưng đây lại được quan niệm là danh xưng phù hợp với ngữ pháp tiếng Anh nhất vào thời đó. Đây là một ví dụ về sự công nhận pháp lý của những người nằm ngoài hệ nhị phân giới.
"They" đã được dùng làm danh xưng trung tính phù hợp với ngữ pháp tiếng Anh trong hàng trăm năm. Tuy nhiên, vào năm 1745, những người đề ra quy tắc ngữ pháp cho rằng điều này đã không còn phù hợp nữa. Lý do họ đưa ra đó là do danh xưng trung tính không tồn tại trong ngôn ngữ Latin (ngôn ngữ được cho là tốt hơn tiếng Anh), vậy nên tiếng Anh cũng không nên dùng. Thay vào đó, họ đề xuất nên sử dụng danh xưng chỉ nam (he/him) làm danh xưng trung tính. Điều này đã khơi mào những tranh cãi xoay quanh những vấn đề về sự chấp nhận danh xưng trung tính trong tiếng Anh và đã được kéo dài trong suốt nhiều thế kỉ liền.
Vào năm 1990, Bản tuyên ngôn về tính dục song tính (The Bisexual Manifesto) được xuất bản trong tạp chí dành cho cộng đồng song tính "Anything That Moves" khẳng định sự tồn tại của các bản dạng phi nhị giới: "Tính dục song tính là một xu hướng tính dục linh hoạt và bao quát. Đừng mặc định rằng tính dục song tính về bản chất mang tính nhị nguyên: rằng tính dục của chúng ta có hai mặt và chúng ta phải tham gia với cả hai giới cùng một lúc để trở thành một con người đúng nghĩa. Thật ra thì, đừng mặc định rằng chỉ có mỗi 2 giới tồn tại".

Vào năm 1992, ngay sau sự xuất bản của "Transgender Liberation: A Movement Whose Time Has Come" bởi Leslie Feinberg, thuật ngữ transgender đã được mở rộng ra và trở thành một thuật ngữ cho mọi sự đa dạng của giới nói chung. Điều này được nêu bật vào năm 1994, khi mà nhà hoạt động quyền Kate Bornstein có viết rằng: "Tất cả các hạng mục của transgender có một điểm chung, đó là chúng phá vỡ một hay nhiều các quy luật về giới: "Điểm chung của tất cả chúng ta chính là ta đều là những người nằm ở bên ngoài các quy luật về giới, từng người một chúng ta".

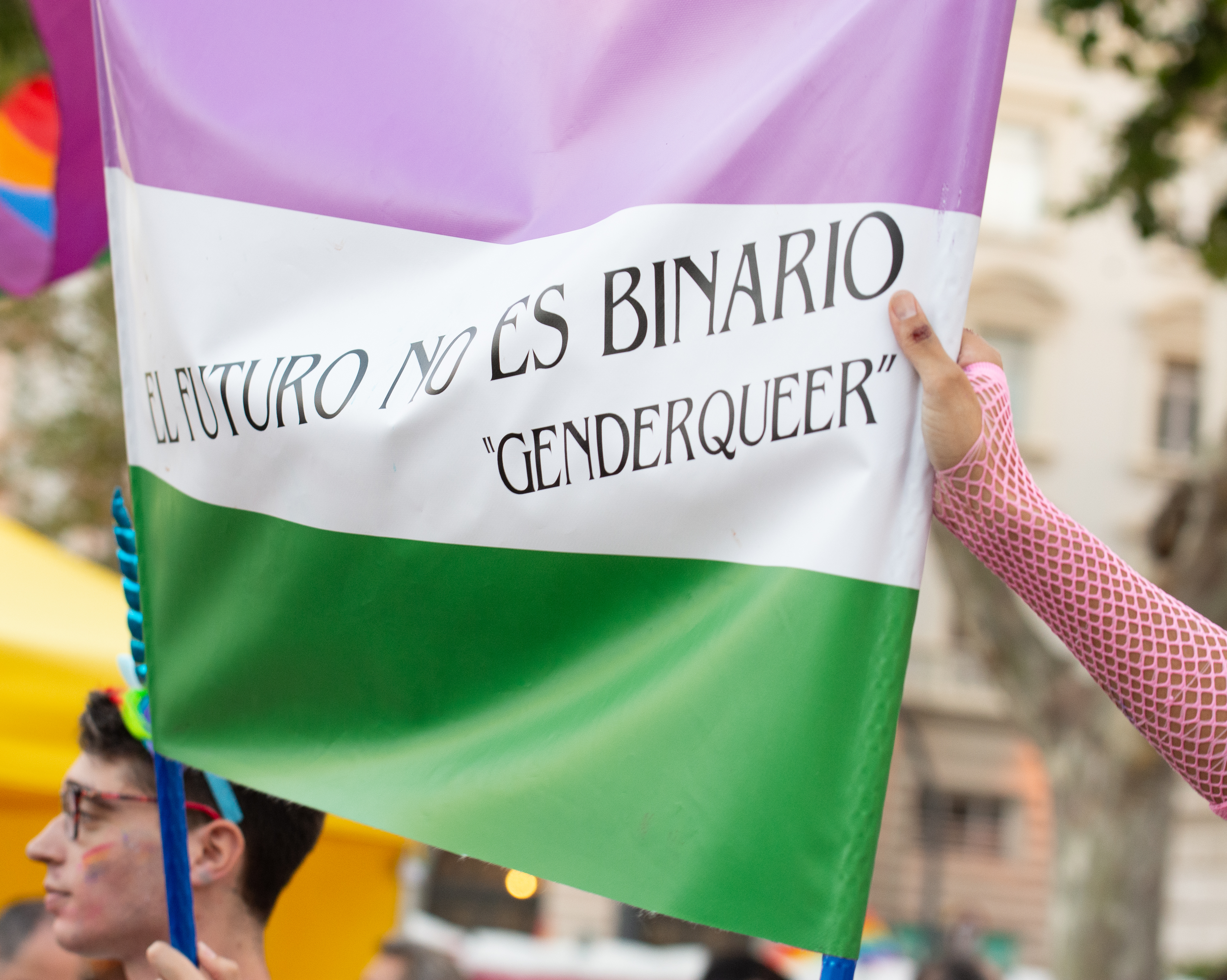
Lá cờ của cộng đồng người Đa dạng giới tại Valencia với thông điệp được viết ở trên: "Tương lai không phải là một hệ nhị nguyên"

Thuật ngữ "Genderqueer" bắt đầu được sử dụng vào giữa những năm 1990s bởi các nhà hoạt động quyền. Riki Anne Wilchins thường được gắn với thuật ngữ này và họ cũng là người nhận bản thân đã đặt ra thuật ngữ ấy. Wilchins sử dụng thuật ngữ này trong một bài viết vào năm 1995 được in trong ấn phẩm đầu tiên của In Your Face nhằm để mô tả những người không tuân theo vai trò giới. Họ cũng là một trong số những người đóng góp chính trong tuyển tập Genderqueer: Những Tiếng Nói Vượt Ra Ngoài Hệ Nhị Phân được ra đời vào năm 2002. Wilchins cũng khẳng định bản thân là một người Genderqueer trong tự truyện của mình được xuất bản vào năm 1997.
Mạng internet đã phổ biến thuật ngữ này, khiến một lượng lớn người biết tới vô cùng nhanh chóng. Vào năm 2008, tờ The New York Times đã sử dụng thuật ngữ Genderqueer. Vào những năm 2010s, thuật ngữ này còn được phổ biến hơn khi càng nhiều người nổi tiếng công khai nhận dạng bản thân là những người không tuân theo vai trò giới. Vào năm 2012, dự án Intersex & Genderqueer Recognition chủ trương tán thành việc mở rộng các lựa chọn về giới trên giấy tờ pháp lý. Vào năm 2016, Jamie Shupe trở thành người đầu tiên được công nhận là phi nhị giới trên giấy tờ pháp lý tại Hoa Kỳ.
Ngày Quốc tế Phi nhị giới lần đầu được tổ chức vào ngày 14 tháng 7 năm 2012 với mục đích nhằm tôn vinh và tập trung vào những người phi nhị giới, sự thành công và những đóng góp của họ, đồng thời nâng cao nhận thức về sự tồn tại của họ cũng như những vấn đề mà họ phải đối mặt. Katje của Fierce Femme's Black Market, người đã đề xuất ngày này chọn ngày tháng như vậy bởi vì ngày 14 tháng 7 chính xác là ngày nằm giữa ngày Quốc tế Đàn ông và ngày Quốc tế Phụ nữ.
Vào năm 2017, tại nước Mỹ, bang California đã thông qua bộ luật Gender Recognition Act để "đảm bảo rằng người liên giới tính, người chuyển giới và người phi nhị nguyên đang gặp phải vấn đề về giấy tờ có được sự công nhận pháp lý về bản dạng giới chính xác của họ".

Vào năm 2018, bang Washington đã cho phép giới "X" được ghi trên giấy tờ, với luật đã khẳng định rằng:
"X có nghĩa một giới nào đó mà không phải nam hay nữ, bao gồm, nhưng không chỉ giới hạn ở những giới sau: liên giới tính, vô giới, amalgagender, androgynous, song giới, bán giới, chuyển giới nam, linh hoạt giới, đa dạng giới, chuyển giới nữ, neutrois, phi nhị nguyên giới, toàn giới, giới tính thứ ba, chuyển giới, transsexual, Two Spirit và không xác định." 
Vào năm 2019, từ điển Collins thêm một mục cho từ "Non-binary".

## Cách xưng hô

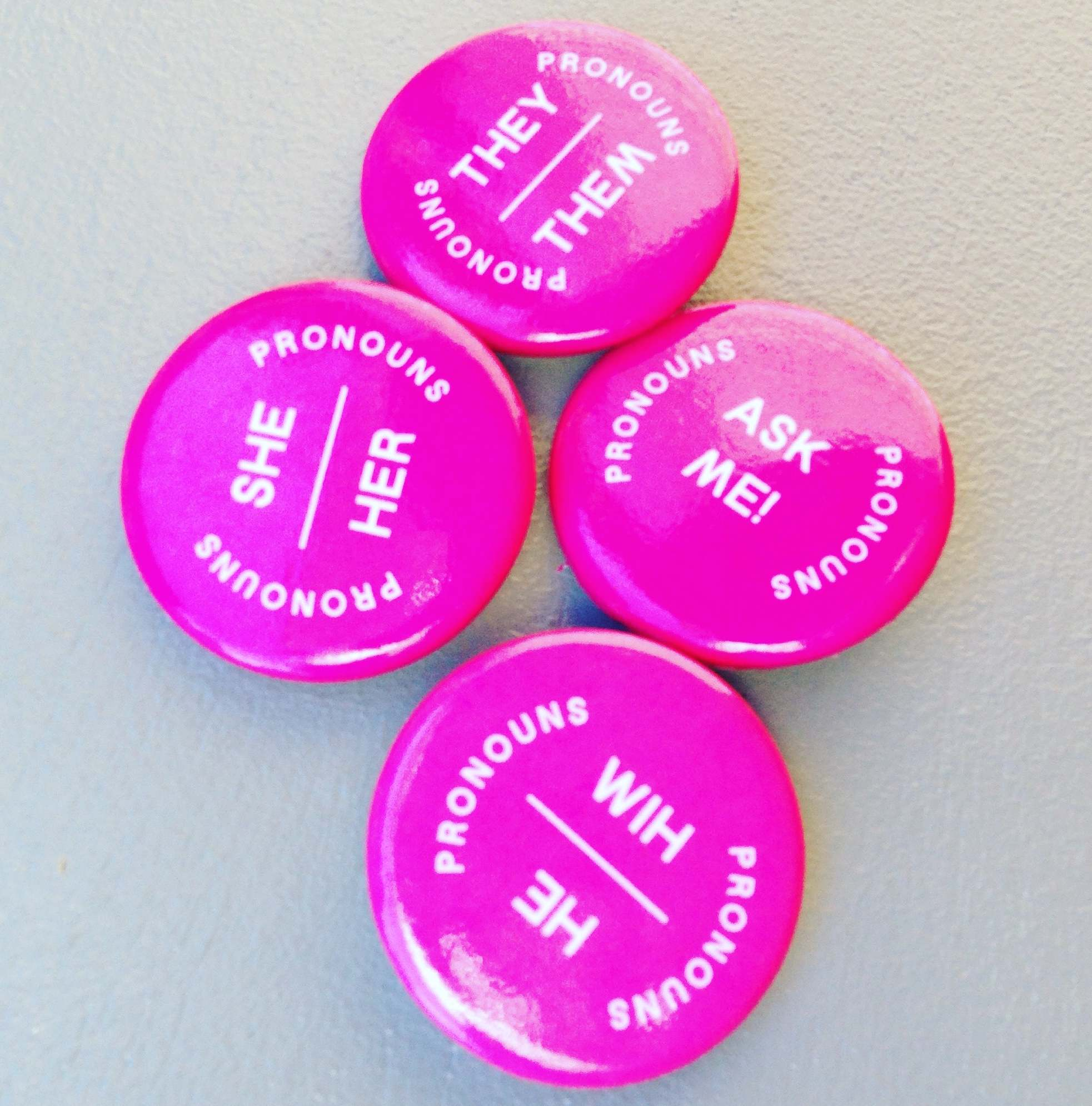
Huy hiệu các danh xưng tại một lễ hội về nghệ thuật và kỹ thuật vào năm 2016

Một số người phi nhị giới có thể dùng những đại từ xưng hô trung tính (trong tiếng Anh, người phi nhị nguyên thường dùng đại từ dạng số ít của 'they/them', ngoài ra có người dùng những đại từ khác như ze, xe, sie, hir, co, thon, và ey,...) để xưng hô. Tuy nhiên, một số người khác vẫn có thể dùng những đại từ có giới (đại từ chỉ nam hoặc chỉ nữ như he/him và she/her) như những người có giới thuộc vào hệ nhị phân khác, hay có những người sẽ không dùng bất kì đại từ xưng hô nào (thường họ sẽ xưng hô bằng tên, hay biệt danh, hoặc khi nhắc tới người ấy, cấu trúc câu sẽ được thay đổi để lược bỏ đi danh xưng, thông thường câu sẽ được dùng ở dạng bị động).
Trong tiếng Việt cũng có nhiều đại từ xưng hô trung tính như họ, bạn, bồ, cậu,... Ngoài ra, để thay thế cho anh hay chị, cộng đồng phi nhị giới Việt có đặt ra 'chanh' (như sự kết hợp giữa chị và anh) hoặc 'cam' để xưng hô.

### Danh xưng trang trọng "Mx." trong tiếng Anh
Danh xưng "Mx." (phát âm: mix [mɪks], hoặc [məx] theo ngôn ngữ Anh-Anh) được coi là danh xưng trung tính để bày tỏ sự tôn trọng, như danh xưng "Mr.", "Miss", "Mrs." và "Ms.". Cũng giống như "Ms." không thể hiện trạng thái hôn nhân, danh xưng "Mx." không thể hiện giới của người dùng và người được nhắc tới. "Mx." là danh xưng trung tính được công nhận và biết tới nhiều nhất trong tiếng Anh, phần lớn nhờ vào các nhà hoạt động về quyền của người Phi nhị nguyên đã yêu cầu các tổ chức lớn nhỏ công nhận nó. Tùy thuộc vào từng cá nhân, người Phi nhị nguyên có thể yêu cầu được gọi theo danh xưng "Mx.", hay một danh xưng trung tính khác, hay một danh xưng có giới (danh xưng chỉ nam/nữ), hoặc họ không dùng danh xưng nào cả.

#### Lịch sử
Chúng ta vẫn chưa biết được rằng ai đã tạo ra "Mx.", tại thời điểm nào, hay dự định ban đầu của người đã tạo ra danh xưng này là gì.

Đã có bằng chứng ghi nhận có người sử dụng danh xưng này vào những năm 1960s, vậy nên danh xưng này có thể đã từng tồn tại từ lâu về trước nữa. Vào năm 2014, trong một bài báo, có một người bình luận với tên người dùng "octopus8" có viết:
"Tôi đã thử dùng danh xưng "Mx." vào khoảng năm 1965. Bạn gái tôi là một cô nàng mạnh mẽ, và là một người theo chủ nghĩa nữ quyền, và dùng danh xưng 'Ms.' Tôi thấy khó có ai có thể nhìn nhận vấn đề này một cách nghiêm túc, và tôi đã phải giải thích rất nhiều lần khi mà chính danh xưng 'Ms', bản thân nó đã khiến nhiều người cảm thấy bối rối và khó hiểu rồi." 
Người bình luận này, octopus8, nói rằng họ (danh xưng của người này không được nhắc tới) đã sử dụng danh xưng "Mx." vào khoảng năm 1965. Họ không khẳng định bản thân đã tạo ra nó, cũng như không nhắc gì tới bản dạng giới của mình. Nếu như octopus8 đã thực sự dùng danh xưng "Mx." vào khoảng những năm 1965, vậy có khả năng danh xưng này đã được tạo ra từ rất lâu trước đó.

Việc sử dụng danh xưng "Mx." đã được ghi nhận từ năm 1977, trong một mẩu truyện ngắn trong tạp chí "The Single Parent", quyển thứ 20. Trong câu chuyện này, tác giả, Pat Kite đã dàn cảnh nhân vật chính (một người phụ nữ từng kết hôn) đang tán tỉnh với một người đàn ông, người mà cô bày tỏ sự khinh bỉ với danh xưng "Ms.", và giải thích rằng cô thích được gọi bằng danh xưng "Mrs." hơn. Trong văn cảnh này, nhân vật chính có nhắc đến danh xưng "Mx." như sau:
"Dẫu sao, nếu 'Miss' và 'Mrs.' được rút gọn lại thành 'Ms.', nên tôi nghĩ cả 'Mister' (quý ông) và 'Master' (chủ nhân) nên được đổi thành 'Muster'..., và được rút ngắn lại thành 'Mu.' Nhưng nghĩ lại thì, tôi nghĩ cả hai giới tính nên được gọi bằng 'Mx.'"
Trong văn cảnh rằng cô chỉ đang bông đùa và cô đang không tỏ thái độ nghiêm túc, nhân vật chính trong câu truyện của Kite đã đề nghị sử dụng danh xưng 'Mx." đối với cả đàn ông lẫn phụ nữ, và đối phương phản hồi lại ý kiến này rằng "kinh khủng". Cô không hề nhắc tới người chuyển giới cũng như người phi nhị nguyên. Việc sử dụng cụm từ "cả hai giới tính" đã cho thấy cô không hề có nhận thức được về sự tồn tại của các giới và giới tính khác. Câu truyện của Kite không thừa nhận rằng mình đã tạo ra danh xưng "Mx." Theo như lối diễn đạt trong văn cảnh đó, ít có khả năng rằng danh xưng ấy đã được tạo ra ở đây, hoặc ít nhất không phải là cách sử dụng theo như dự định ban đầu. Danh xưng "Mx." có khả năng đã được tạo ra từ trước đó.

Nat Tinman đã ghi nhận việc sử dụng danh xưng "Mx." trên mạng Internet là từ năm 1982, trong một cuộc tranh luận trên nhóm tin tức net.nlang về ngôn ngữ trung tính:
"Trong lúc này, hãy dẹp hết mấy cái Miss/Mrs./Mr./Ms. này đi. Thực sự việc chuyển biến từ Miss/Mrs. tới Ms. cũng chẳng lớn lao tới vậy; sau cùng thì, cái vấn đề ở đây rằng giới không quan trọng tới như vậy. Sao ta không nghĩ tới một danh xưng phù hợp với tất cả mọi người nhỉ? Ví dụ như, M. Smith, M. Jones. Nhưng như vậy thì không được, vậy lại gây nhầm lẫn với "Monsieur", một từ mang nặng tính phân biệt giới tính. Từ giờ, tất cả chúng ta nên sử dụng danh xưng 'Mx.', phát âm tương tự như 'mix' hay 'mux.' Cách này sẽ giúp cho thế giới được an toàn với chế độ dân chủ bằng cách bảo vệ giới của chúng ta khỏi yếu tố phân biệt giới tính."
Theo như chữ kí "Mx. John Eldridge", đoạn thông điệp này dường như là định nghĩa đúng đắn của danh xưng "Mx." Theo như ngữ cảnh của đoạn hội thoại, dường như đây chỉ là một lời đề xuất bông đùa. Đây cũng không bao gồm sự khẳng định rằng người viết đã tạo ra danh xưng ấy.

Đến cuối những năm 1980s, đầu những năm 1990s, một vài người đã đăng lên mạng rằng họ thích ý tưởng xoay quanh danh xưng "Mx." Không một ai trong số họ cho rằng mình đã tạo ra nó, mặc dù họ cho ta thấy được rằng họ đã nghe được về danh xưng ấy từ trước. Ví dụ vào năm 1985, Lee Gold có viết trên net.women:
"Tôi có nghe một người dùng trên mạng có đề xuất rằng tất cả danh xưng bày tỏ sự tôn trọng nên được dùng thành 'Mx.' (Tôi thấy việc dùng kí tự 'x' thể hiện sự bí ẩn khá thú vị. Rất thanh lịch đó chứ)."
Người dùng này thích danh xưng ấy, nhưng họ lại không dùng, và không nhắc tới danh tính của người đề xuất.

Theo như nghiên cứu của Titman, người dùng danh xưng "Mx." một cách nghiêm túc và tích cực nhất như một danh xưng của bản thân là vào năm 1998. Trong một cuộc thảo luận về thói quen ăn chay được duy trì xuyên suốt nhiều nhóm tin tức ở khắp nước Anh, người dùng Gnome 11 có viết rằng:
"Thông thường tôi hay dùng danh xưng 'Mx.' ở trước tên tôi, để cho người khác không biết được rằng liệu tôi là nam hay nữ, hay là một giới nào đó nằm ở giữa và không tiết lộ trạng thái hôn nhân của tôi."
Người dùng này không hề nhắc tới giới tính sinh học hay bản dạng giới của mình, và khẳng định rằng việc sử dụng như vậy nhằm giữ kín thông tin về bản thân của mình.
Mọi người bắt đầu sử dụng danh xưng "Mx." thường xuyên hơn vào năm 2000. Nhờ vào công của các nhà hoạt động về quyền của người Phi nhị nguyên đã yêu cầu danh xưng này được công nhận, nhiều doanh nghiệp và tổ chức đã bắt đầu thêm danh xưng này vào giấy tờ làm ăn.
Vào năm 2015, một người chuyển giới nữ đã yêu cầu ngân hàng NatWest đổi danh xưng của cô lại thành "Ms.", nhưng ngân hàng đã bảo cô rằng họ không thể, và đề nghị sử dụng "Mx." thay thế. Sai lầm này bắt nguồn từ sự hiểu sai về ý nghĩa của danh xưng "Mx." là danh xưng chỉ được phép dùng cho người chuyển giới. Họ cũng đã xin lỗi về vấn đề này.
Vào năm 2015, Từ điển Tiếng Anh Oxford đã thêm một mục từ cho danh xưng "Mx."

## Thể hiện giới của người phi nhị giới
Không có bất kì một cách đúng đắn nào để thể hiện một giới phi nhị nguyên. Hầu hết những người Phi nhị nguyên sẽ làm những điều họ cảm thấy thoải mái nhất và đúng với bản thân, thay vì tuân theo bất kì vai trò giới cụ thể nào. Bất kì một cách nào mà người Phi nhị nguyên chọn để thể hiện và đại diện cho bản thân họ đều đúng đắn và bình đẳng với mọi người khác.
Người Phi nhị nguyên có thể có hoặc không trải nghiệm Bức bối giới, hoặc chỉ có thể trải nghiệm hoặc bức bối xã hội hoặc bức bối cơ thể. Một số người phi nhị nguyên có thể chọn cách chuyển đổi bằng cách thay đổi về mặt cơ thể cũng như xã hội để phù hợp với họ hơn. Một số người thì cảm thấy rằng không có bất kì vai trò xã hội hay cơ thể nào để họ chuyển sang, và chỉ đơn giản là tập trung vào bản thân họ. Một số người thì cảm thấy cần hay chọn cách thể hiện trung tính, còn số khác thì không. Một số người Phi nhị nguyên có thể mặc quần áo của giới khác và được coi là cross-dresser, còn số khác thì không. Một số thì mong muốn được gọi theo ngôn ngữ, danh xưng và danh hiệu trung tính. Số còn lại thì cảm thấy hài lòng khi dùng ngôn ngữ hay danh xưng có giới.
Tất cả những điều trên hoàn toàn thuộc về lựa chọn cá nhân, dựa vào việc một người phi nhị nguyên cảm thấy họ mong muốn, cần, hay phải làm để khiến họ cảm thấy thoải mái hơn và được sống đúng với bản thân mình hơn.

## Sự phân biệt đối xử đối với người phi nhị giới
Sự phân biệt đối xử hay định kiến đối với người phi nhị giới thường xảy ra trong xã hội, pháp lý và lĩnh vực y tế. Cả người hợp giới lẫn người chuyển giới nam và người chuyển giới nữ, và cả người đồng tính nam, đồng tính nữ và song tính đều có thể bày tỏ sự kỳ thị.
Phần lớn sự kỳ thị mà người phi nhị nguyên phải đối mặt thường bao gồm: coi thường, không quan tâm, hoài nghi, không tin, hạ cố tương tác, và thiếu tôn trọng. Người phi nhị giới thường được xem như là những kẻ đua đòi theo phong trào, không thành thật, hay chỉ đang thèm khát sự chú ý. Và như vậy, xoá bỏ sự hiện diện là hình thức kì thị lớn mà người phi nhị giới phải đối mặt.
Bị tráo giới thường là vấn đề mà nhiều người gặp phải, có thể do vô tình hoặc cố tình. Trong trường hợp cố tình tráo giới của đối phương, chứng ghê sợ người chuyển giới dường như là nguyên nhân chính. Ngoài ra, việc dùng đại từ nhân xưng they/them còn liên quan tới chủ đề mang tính gây tranh cãi của những không gian an toàn (chỉ những không gian được tạo ra để cho những cá nhân bị tách biệt khỏi xã hội đến với nhau để giao tiếp với nhau về những trải nghiệm bị tách biệt) và sự đúng đắn chính trị, từ đó dẫn đến sự do dự và việc cố tình tráo giới của một số cá nhân. Trong trường hợp vô ý, thường những người bị tráo giới sẽ cảm thông và tha thứ cho những người mắc lỗi.

## Điểm khác nhau giữa "Phi nhị nguyên giới" và "Đa dạng giới"
Đa dạng giới mang ý nghĩa: những bản dạng giới và thể hiện giới không theo quy chuẩn về giới hay những giới khác biệt, còn Phi nhị nguyên giới mang nghĩa: các giới không thuộc vào hệ nhị phân nam-nữ. Xét về phạm vi bao quát, cả hai thuật ngữ này đều tương đồng, nhưng chúng lại có sự khác nhau về mặt ý nghĩa.
Đa dạng giới đi kèm với ý nghĩa chính trị chống đồng hoá của Queer - là từ mang tính xúc phạm cao được cộng đồng LGBTQIA+ dùng lại như một đòn phản kháng với những người đã từng dùng nó để xúc phạm cộng đồng tính dục thiểu số, được gắn liền với phong trào tình dục phản văn hoá mà tách khỏi xu thế chung của cộng đồng LGBT (lưu ý rằng từ 'Queer' hiện nay vẫn được dùng như một từ mang tính miệt thị ở nhiều vùng miền khác nhau). Như vậy, Đa dạng giới cũng mang tính phản văn hoá tương tự: tách khỏi xu thế chung của cộng đồng người chuyển giới. Hầu hết những người Đa dạng giới đều nhận dạng bản thân là người Queer, và nhóm người này có xu hướng chối bỏ hệ nhị phân giới và các vai trò giới theo quy chuẩn của xã hội.
Trái với Đa dạng giới, Phi nhị nguyên giới là từ mang tính trung lập hơn. Thuật ngữ này không hề đi kèm với phong trào chống lại xu thế chung của nhóm người chuyển giới, cũng như không hề gắn liền với Phong trào Queer. Phi nhị nguyên giới được đặt ra chỉ đơn thuần với mục đích miêu tả tất cả các giới và trải nghiệm về giới không thuộc vào hệ nhị phân mà không hề mang tính chính trị cao như cụm từ Đa dạng giới.

## Biểu tượng

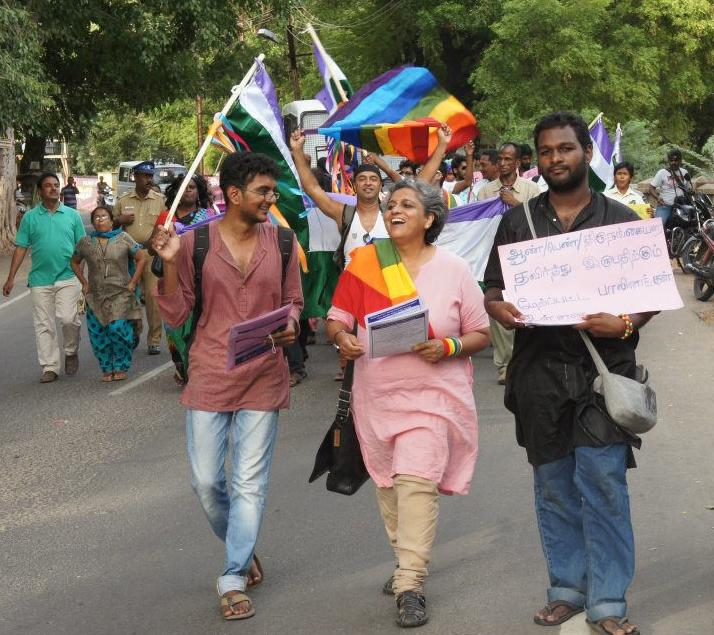
Anjali Gopalan và Gopi Shankar Madurai khai mạc Diễu hành Tự hào cho người Đa dạng giới đầu tiên của châu Á tại Madurai với lá cờ cầu vồng và cờ đa dạng giới

Nhiều lá cờ đã được sử dụng trong cộng đồng người phi nhị nguyên giới và đa dạng giới để đại diện cho nhiều giới khác nhau. Đồng thời cũng tồn tại hai lá cờ phi nhị giới và đa dạng giới khác nhau. Lá cờ đa dạng giới được thiết kế vào năm 2011 bởi Marilyn Roxie. Trong đó, màu tím oải hương đại diện cho sự trung tính, màu trắng đại diện những người không có giới, và màu xanh đại diện cho những ai không nằm trong hê nhị nguyên giới. Vào năm 2014, Kye Rowan thiết kế lá cờ phi nhị giới. Mục đích của lá cờ này nhằm "đại diện cho những người phi nhị giới không cảm thấy rằng lá cờ đa dạng giới có thể hoàn toàn đại diện cho họ". Lá cờ này được tạo ra với mục đích đi đôi với lá cờ đa dạng giới thay vì thay thế nó. Lá cờ này bao gồm 4 sọc, theo thứ tự từ trên xuống dưới: màu vàng đại diện cho những người nằm ngoài hê nhị nguyên giới, màu trắng đại diện cho những người có nhiều hay tất cả các giới, màu tím đại diện cho những người cảm thấy giới của họ có sự pha trộn giữa nam và nữ, và màu đen cuối cùng đại diện cho những người không có giới.
Linh hoạt giới, một giới nằm trong phổ phi nhị nguyên và đa dạng giới, có lá cờ riêng. Trong đó, màu hồng đại diện cho tính nữ, màu trắng đại diện cho tất cả các giới, màu tím đại diện cho sự pha trộn giữa tính nam và tính nữ, màu đen đại diện cho sự vô giới còn màu xanh đại diên cho tính nam.
Người Vô giới, những người cũng nhận diện bản thân thuộc phổ phi nhị giới hay đa dạng giới, cũng có cờ riêng. Lá cờ này sử dụng màu đen và trắng nhằm đại diện cho sự vô giới, màu xám đại diện cho sự bán vô giới và màu xanh lá cây đại diện cho những giới không nằm trong hê nhị nguyên.
- Cờ của cộng đồng người Chuyển giới, trong đó dải màu trắng đại diện cho người phi nhị nguyên[146][147]
- Cờ của cộng đồng người Vô giới
- Cờ của cộng đồng người Song giới
- Cờ của cộng đồng người Tam giới
- Cờ của cộng đồng người Toàn giới
- Cờ của cộng đồng người Linh hoạt giới
- Cờ của cộng đồng người Dao động giới
- Cờ của cộng đồng người Dao động tính nữ
- Cờ của cộng đồng người Dao động tính nam
- Cờ của cộng đồng người Bán giới
- Cờ của cộng đồng người Bán nữ
- Cờ của cộng đồng người Bán nam
- Cờ của cộng đồng người Androgyne
- Cờ của cộng đồng người Trung giới
- Cờ của cộng đồng người Transmasculine
- Cờ của cộng đồng người Transfeminine

## Một số người phi nhị giới nổi tiếng
- Sam Smith: ca sĩ người Anh. Họ đã công khai bản thân là người phi nhị giới và sử dụng đại từ nhân xưng trung tính (they/them) từ tháng 9 năm 2019.[148]
- Rebecca Sugar: là một đạo diễn phim hoạt hình, biên kịch, họa sĩ hoạt hình kiêm nhạc sĩ người Mỹ. Cô có tham gia sản xuất những tác phẩm phim hoạt hình như Steven Universe và Adventure Time và đã từng được 6 lần đề cử giải Primetime Emmy. Cô công khai bản thân là một người phi nhị giới nữ vào năm 2018, đồng thời khẳng định các Đá quý trong Steven Universe cũng là những người phi nhị giới nữ.[149][150][151] Cô sử dụng đại từ nhân xưng chỉ nữ (she/her) và trung tính (they/them),[152] đồng thời họ cũng công khai bản thân là một người song tính.[153]
- Miley Cyrus: là một ca sĩ, nhạc sĩ, nghệ sĩ, diễn viên. Cô sử dụng thuật ngữ "giới trung lập" và "linh hoạt giới" nhằm mô tả bản dạng giới của mình.[154][155][156][157][158][159]
- Demi Lovato: là một ca sĩ, nhạc sĩ, nghệ sĩ, diễn viên. Họ công khai là một người phi nhị giới và đổi đại từ xưng hô sang they/them vào năm 2021.[160]
- Cara Delevingne: là một người mẫu và diễn viên người Anh. Cô công khai bản thân là một người linh hoạt giới vào năm 2018.[161][162][163]
- Ruby Rose: là một người mẫu và diễn viên người Úc. Cô công khai bản thân là một người linh hoạt giới vào năm 2015.[164]
- Grimes: là một ca sĩ, nhạc sĩ, nghệ sĩ. Cô nhận định bản thân là người có giới trung lập và không muốn lúc nào cũng bị coi là nữ giới.[165][166]
- Arca: là một nhà sản xuất, nhạc sĩ, ca sĩ, người trình diễn. Cô từng tham gia vào việc sản xuất những sản phẩm của những nghệ sĩ khác như Kanye West, Björk, FKA twigs, Kelela và Frank Ocean. Cô công khai là một người phi nhị giới và chuyển giới nữ. Cô dùng nhân xưng chỉ nữ (she/her) và "nó" (it/its).[167][168][169]
- Dorian Electra: là một ca sĩ, nhạc sĩ và nghệ sĩ trình diễn người Mỹ. Họ nhận diện bản thân là linh hoạt giới.[170][171]
- Kate Bornstein: là một nhà văn viết về những thuyết về giới, đã cho ra đời những quyển sách về vấn đề này từ những năm 1990s cho tới thời điểm hiện tại. Bà cũng công khai bản thân là một người phi nhị giới.[172]